# May East
May East, nome artístico de Maria Elisa Capparelli Pinheiro (São Paulo, 29 de janeiro de 1956), é uma urbanista anglo-brasileira, educadora, cantora e compositora. Ao longo dos anos, ela tem alternado vozes de defesa com vozes de inspiração e se considera uma artivista.

## Início da carreira musical 1981 – 1992
May East vem de uma próspera comunidade artística que fica no eixo São Paulo-Rio de Janeiro, no Brasil. A arte de May East – seja em filmes, vídeos, instalações ou em música – expressa um profundo interesse no meio ambiente do Brasil, tanto nas grandes cidades quanto no vasto interior do país, especialmente na floresta amazônica. Na música, May East começou sua carreira como vocalista na banda Gang 90 e as Absurdettes nos anos 1980. Suas canções eram um misto de new-wave com poesia beatnik e um coro feminino, inspiradas na banda new-wave The B-52s. Em 1981, a banda lançou-se nacionalmente no Festival MPB–Shell com a música "Perdidos Na Selva", lançada em compacto. Em 1983, a música "Nosso louco amor" foi escolhida para abrir a novela da Globo Louco Amor. A Gang 90 é considerada a precursora de todas as bandas de new-wave brasileiras dos anos 80.
Em 1982 ela foi colaboradora do grupo independente de videoarte TVDO  e, em parceria com o produtor Nelson Motta, coproduziu o programa Mocidade Independente para a TV Bandeirantes.
Em 1984 ela lançou seu primeiro compacto solo, "Índio/Fire in the Jungle", no Brasil, Holanda e Japão, com a EMI. “Fire in the Jungle” se tornou a trilha sonora do filme Areias Escaldantes, do diretor independente Francisco de Paula.
Lançou, em 1985, o seu primeiro álbum solo, chamado Remota Batucada, buscando a junção de ritmos tradicionais brasileiros com a sua principal influência, o technopop inglês. Isso fica patente em faixas como Bumba My Boy e Maraka. Dois anos depois, em 1987, após realizar viagens à região Norte do país, para aprofundar as suas pesquisas musicais, lança Tabaporã ("casa boa/bonita", em Guarani). Neste álbum, a cantora adota uma sonoridade que caminha rumo a algo que poderia ser classificado como Ethnic New Age. Mais preocupada agora em utilizar os sintetizadores, instrumentos chave de seu trabalho anterior, para criar climas e atmosferas, ao invés de batidas para as pistas de dança, May East alcança uma sonoridade que remete diretamente aos três discos — Low, Heroes e Lodger — lançados por David Bowie, em sua fase Berlim (1977-1979), e à ambient music de Brian Eno, parceiro de Bowie em suas experimentações na capital alemã.
May East lançou ainda os álbuns Tabapora e Charites. Ela se mudou para a Inglaterra e, em seguida, para a comunidade escocesa de Findhorn, onde se concentrou no ativismo ecológico e começou a dar palestras e seminários. Em fins dos anos 1990, ela lançou os álbuns Cave of the Heart (com o coro comunitário de Findhorn) e Cosmic Breath (com o ex-marido Craig Gibsone); e ainda 1001 Faces (álbum solo) em 2002.

## Educadora em Sustentabilidade 1995 - atualidade
May East desempenhou um papel de destaque no desenvolvimento de relações entre a Organização das Nações Unidas e a ecovila Findhorn, que culminaram na criação da CIFAL Escócia em 2006. O centro de treinamento afiliado ao Instituto das Nações Unidas de Treinamento e Pesquisa (UNITAR) no norte europeu opera há 10 anos como um centro de capacitação, liderança e compartilhamento de conhecimento entre autoridades locais e regionais e organismos internacionais, o setor privado e a sociedade civil sob o comando de May East.
Ela é cofundadora e atuou como diretora executiva da Gaia Education, um consórcio internacional de designers e educadores de sustentabilidade que realiza programas de desenvolvimento sustentável em 55 países nos mais diversos estágios de desenvolvimento, em contextos urbanos e rurais.
Desde 2010, May East desenvolveu uma série de atividades de Aprendizagem Baseada em Projetos para apoiar comunidades tribais e migrantes e suas tradições para sobreviver em ambientes de mudanças rápidas e, ao mesmo tempo, aumentar suas oportunidades de se tornarem designers do futuro que desejam.  Os projetos promovem abordagens integradas ao manejo da terra em solos mais saudáveis, rendimentos nutricionais e maior resiliência climática.
May foi incluída durante três anos consecutivos (2011, 2012 e 2013) na lista das 100  Global Sustain Ability Leaders (maiores lideranças globais em sustentabilidade), concebida e produzida por Ken Hickson, presidente/CEO da Sustain Ability Showcase Asia e ABC Carbon. A lista reconhece 100 pessoas de todo o mundo que estabeleceram liderança no campo da sustentabilidade.
Ela contribuiu com um capítulo de suas descobertas no livro From Conflict to Inclusion in Housing: Interaction of Communities, Residents and Activists.
Desde 2013, May East escreve artigos para os jornais The Scotsman e The Guardian.

## Urbanista Internacional 2000 – presente
Fellow da UNITAR, ela é Mestre em Planejamento Espacial, com especialização em reabilitação de vilas e cidades abandonadas no sul da Itália. Ela possui um PhD em Arquitetura e Planejamento Urbano pela Universidade de Dundee sobre o tema ‘E se as Mulheres Projetassem a Cidade?’. Como urbanista internacional e designer regenerativa, ela investiga e promove o papel das mulheres em trazer vitalidade e viabilidade para bairros, eco-comunidades, cidades mineradoras, assentamentos informais e aldeias tradicionais.
May é uma das co-fundadoras da Global Ecovillage Network e viveu 15 anos na Findhorn Ecovillage, onde estabeleceu uma nova vertente de Educação para o Desenvolvimento Sustentável oferecida a numerosos grupos universitários e escolares, bem como por organizações profissionais e municípios em todo o mundo. May apoiou a inclusão das ecovilas na agenda da ONU, tecendo alianças institucionais e técnicas com a UNESCO, UNITAR, UN-Habitat e ECOSOC. Ela também é co-fundadora e mentora dos 'eco-bairros' - movimento de bairros ecológicos no Brasil.
May contribuiu para o movimento de Transition Towns (Cidades em Transição) a partir de 2008, conduzindo capacitações na China, Tailândia, Israel, Portugal, Brasil, Índia, Senegal, Itália, Chile e Reino Unido, e facilitando o planejamento participativo de cenários de futuro, back-casting e atividades de conscientização sobre mudanças climáticas.
Hoje trabalha com o desenvolvimento e promoção de bairros de 20-minutos que oferecem às pessoas a capacidade de atender a maioria de suas necessidades diárias com apenas uma caminhada de até 20 minutos de casa.

## Dicografia

### Com Gang 90 & As Absurdetes
- Essa tal de Gang 90 & As Absurdettes (1983)

### Solo
- Remota Batucada (1985)
- Tabaporã (1987)
- Charities (1990)
- Cave of The Heart (1998)
- Cosmic Breath (2000 - Mini-LP com Craig Gibsone)
- 1001 Faces (2002)

### Trilha sonora
- Areias Escaldantes (1984 - com a música Fire In The Jungle)